# Compagnie des guides de Luchon
La Compagnie des guides de Luchon est une des plus anciennes des Pyrénées. Elle intervient dans les massifs de haute et de moyenne montagne qui entourent Luchon (France). Il y avait deux corporations, celle des guides à pied, et celle des guides à cheval qui fut jadis très active, mais n'a plus aujourd'hui qu'un rôle représentatif.
Par la proximité des plus hauts sommets pyrénéens (Aneto, Maladeta, Posets…), les « 3000 » de la chaîne frontière, les sommets de la haute vallée d'Oô, et sa fréquentation touristique due à ses thermes, Luchon a été une des premières villes des Pyrénées à compter un grand nombre de guides et de porteurs.

## Histoire

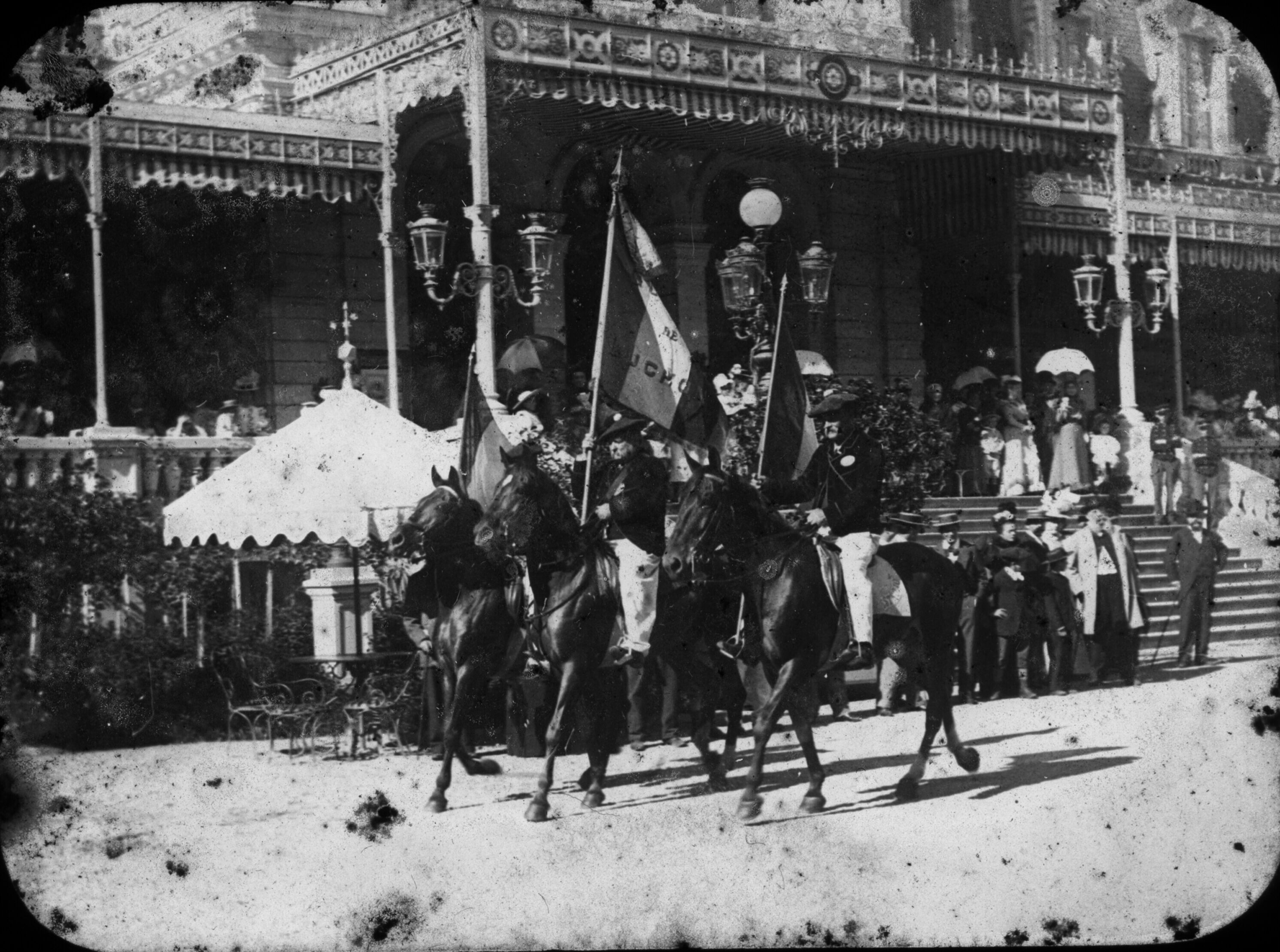
Guides à cheval pour la Fête des Fleurs, 1898, photographie Marcel Compayre, fonds Trutat, B. M. Toulouse.

La Compagnie des guides a été créée par Toussaint Lézat en 1850, sous le nom de Compagnie des guides de la Maladeta.
Les premiers guides ont souvent été des porteurs de chaise : vers 1850, la mode était pour les touristes de se faire transporter en chaise à porteurs, dans des excursions difficilement imaginables aujourd'hui, comme le pic de l'Entécade ou le tour du port de Vénasque. Jean Sors, dit Argarot, un des guides qui ont conquis l'Aneto, avait commencé comme porteur de chaise.

### Pierre Barrau (1756-1824)
Les guides de Luchon conserveront longtemps en mémoire la tragédie qui causera une véritable crainte des glaciers. Le 10 août 1824, Pierre Barrau, considéré comme « le guide de sommets » (il accompagnait Friedrich Parrot dans sa « première » de la Maladeta, en 1817), mais dont la compétence a pu être mise en doute par rapport à celle de ses successeurs, emmène deux touristes, Édouard Blavier et Édouard de Billy, à la Maladeta. À proximité du sommet, ils sont sur le glacier et cherchent à franchir la rimaye. Barrau s'engage sur ce qu'il croit être un pont de neige, il s'enfonce et disparaît. Aucune recherche ne permet de retrouver son corps. Pendant des années, les guides parvenus au port de Vénasque montrent à leurs clients le glacier maudit, en s'écriant : Il est là, le pauvre Barrau !
La première ascension de l'Aneto, en 1842, fait un invraisemblable détour par le sud pour éviter d'affronter le glacier voisin, celui de l’Aneto. Ce n'est qu'en 1931 que le glacier de la Maladeta rend quelques restes du pauvre Barrau. Cet événement aura à la fois retardé la conquête des sommets, et augmenté la fascination des touristes et des grimpeurs pour Luchon : La Maladeta, déjà terrifiante par son nom, fut dès lors considérée comme inaccessible, fatale, épouvantable : une goule ! avec une auréole de sang ! Son prestige se refléta sur Luchon, dont elle prépara l'hégémonie.

### Guides de l'« âge d'or » luchonnais
Cette section ne s'appuie pas, ou pas assez, sur des sources secondaires ou tertiaires indépendantes du sujet.

Pour l'améliorer, ajoutez-en, ou placez des modèles {{Source secondaire souhaitée}} ou {{Source secondaire nécessaire}} sur les passages mal sourcés. (décembre 2023)
Le nombre des guides augmente régulièrement au cours du XIXe siècle. Il y a de véritables dynasties, on est[style à revoir] souvent porteur et guide de père en fils, comme les Lafont, à partir d'Arnaud Lafont (1694-1774), ou les Barrau, Pierre Barrau et Firmin Barrau. L'identification des guides peut parfois être difficile, car la plupart, conformément à une vieille tradition qui perdure encore dans le Comminges, porte un nom patronymique et un surnom, qui est en général le nom de la maison où ils vivent : 
- Jean Sors Argarot,
- Pierre Redonnet Nate,
- Bernard Arrazau Ursule (les trois guides luchonnais de la première ascension de l'Aneto en 1842),
- Jean Dusastre Testut,
- J.-M. Castex Pechic,
- Jean Cantaloup Caillaouet,
- Bernard Salles Garre
- Jean-Marie Redonnet Mitchòt, auteur d'une centaine d'ascensions de l'Aneto en vingt ans, et d'autres exploits.
- Barthélémy Courrège, dit Nieou, est un des grands guides luchonnais, auteur de la première hivernale de l'Aneto avec Roger de Monts et B. et V. Paget (1879), célébré en chanson :

Salut à toi, brave Courrège,
Seigneur du roc et de la neige
- Les Haurillon sont une grande dynastie de guides luchonnais. Huguet, Jean (1816-1868), Jean dit Jean Danse (1878-1964), skieur remarquable, auteur d'une vingtaine de premières avec les grands pyrénéistes de l'époque, et souvent associé à Germain Castagné de Gavarnie. Le dernier représentant, Odon Haurillon, guide, skieur, résistant, mort en 1978, fut aussi le dernier exploitant de l'hôtellerie de l'Hospice de France.

Jusqu'en 1900, très peu d'entre eux peuvent prétendre vivre uniquement de leurs revenus de guide, tous ont un métier « traditionnel ». En 1899, le maire Bonnemaison entreprend de règlementer la corporation des guides et des loueurs de chevaux et de voitures. Le costume officiel est ainsi fixé : « Le costume obligatoire consistera en un pantalon de coutil bleu ou blanc, veste de velours noir, cravate bleue et béret bleu foncé, le gilet rouge. Les guides à cheval auront pour signe distinctif un pompon blanc, les guides à pied un pompon rouge, et les cochers un pompon moitié blanc, moitié rouge. »
Lors des fêtes locales, dont la célèbre Fête des fleurs de Luchon, créée par Edmond Rostand en 1888, ils arborent toujours leur costume traditionnel.

## Les guides à cheval
C'était une particularité de Luchon que d'avoir des guides à cheval, depuis 1763. Ils accompagnaient les touristes dans des randonnées assez longues vers les principaux sites de la région, le classique port de Vénasque, la vallée du Lys, la vallée d'Oô, le val d'Aran, etc. Ils montaient les petits chevaux de la région. Chaque année, les guides à cheval défilaient dans les rues de Luchon. Leurs montures étaient habituées à entendre (et non pas à subir) le claquement sonore de petits fouets de parade. Cette tradition a fait railler les guides luchonnais, trop souvent pris pour de simples accompagnateurs de « montagne à vache », mais c'est compter sans la nécessité de marches d'approches relativement longues pour accéder aux principaux sommets. De nos jours il n'y a plus officiellement de guides à cheval et ceux qui paradent lors des fêtes traditionnelles sont désormais des figurants.

## Activités
Le bureau des guides de Luchon propose toutes les activités liées à la pratique de la montagne, dans le Luchonnais et au-delà. Il organise régulièrement des sorties vers l'Aneto, la Maladeta, les Posets, les nombreux 3 000 du Luchonnais (Spijeoles, Perdiguère, Crabioules, Lézat, Quayrat, Maupas), les Encantats et toutes les vallées environnant Luchon. Les activités proposées vont des stages d'initiation ou de progression en escalade ou en alpinisme, des sorties canyonisme, des randonnées en haute et moyenne montagne, de l'escalade glaciaire, de la raquette à neige et du ski de randonnée.